# Hình thái học (ngôn ngữ học)
Trong ngôn ngữ học, hình thái học (tiếng Anh: morphology), còn gọi là từ pháp học, là môn học xác định, phân tích và miêu tả cấu trúc của hình vị (còn gọi là ngữ tố, từ tố) và các đơn vị ý nghĩa khác như từ, phụ tố, từ loại, thanh điệu, hàm ý. Một số ngôn ngữ như tiếng Việt, tiếng Trung có các hình vị tự do, không thay đổi, nhưng ý nghĩa phụ thuộc vào thanh điệu, các phụ tố và trật từ từ. Đối với các ngôn ngữ chắp dính như tiếng Chukchi, từ "təmeyŋəlevtpəγtərkən" gồm tám hình vị t-ə-meyŋ-ə-levt-pəγt-ə-rkən (Tôi đau đầu dữ dội), một phụ âm và nguyên âm có thể trở thành một hình vị.